# Magica
Magica ist eine rumänische Power-Metal-Band.

## Geschichte
Im Februar 2002 wurde Magica vom damaligen Interitus-Dei-Gitarristen Bogdan Costea als Soloprojekt gegründet. Bald kamen Ana Mladinovici (bis dahin Sängerin von Interitus Dei) und Valentin Zechiu (E-Bass) hinzu. Das erste Album The Scroll of Stone wurde noch im Frühjahr von Sigma Records veröffentlicht, obwohl Magica weder einen Schlagzeuger noch einen Keyboarder hatte. Die Schlagzeugspuren wurden stattdessen von Bogdam Costea programmiert und am Keyboard halfen die Gäste Ionuț Radu, Bogdan Parlea, Șerban Nicolae, Marius Oprea und Ionel „Vanusa“ aus. Ein weiterer Gast war Gheorghe Capatina als Stimme des Erzählers. Das Konzeptalbum erzählt die Geschichte von Prinzessin Alma, deren Seele durch einen Dämon gestohlen wurde. Sie begibt sich auf die Suche nach der „Schriftrolle des Steines“ um den Fluch, der auf ihr lastet, zu brechen. Die meisten Lieder sind in Englisch gesungen, jedoch gibt es zwei Lieder (Daca und E Magic) sowie weitere Zeilen in den anderen Liedern auf Rumänisch. Die Geschichte und die Texte wurden von Costea geschrieben. Komponiert und arrangiert wurden die Lieder ebenfalls von ihm, mit Ausnahme von The Wish, welches von Ionuț Radu stammt, und The Silent Forest, welches von Radu und Costea gemeinsam geschrieben wurde. Das Cover wurde von Adi Mladinovici gemalt.
Im Sommer 2002 kamen mit Adrian Mihai am Schlagzeug und Viorel Raileanu am Keyboard die fehlenden Bandmitglieder, die die Band jedoch noch im gleichen Jahr wieder verließen. Erst im Frühjahr und Sommer 2003 wurde mit Cristi Bârlă (Schlagzeug) und „6fingers“ (Keyboard) die aktuelle Besetzung komplettiert.
Magica wurde von den Lesern des Heavy Metal Magazine als Beste Newcomerband 2002 ausgezeichnet. Weiterhin wurde The Scroll of Stone von Bestial Metal! als siebtbestes rumänisches Album im Jahre 2002 ausgezeichnet. 2003 wurde es bei dem mexikanischen Label Divenia Records mit einem Bild von Luis Royo als Cover wiederveröffentlicht. Außerdem spielten Magica 2003 ihre ersten Konzerte, einige in Rumänien und auch ein Konzert in Bulgarien.
Im Oktober 2004 wurde das zweite Album Lightseeker veröffentlicht; in Frankreich durch Underclass Music und in Amerika bei Divenia Records. Es folgten weitere Konzerte, unter anderem in Frankreich, sowie eine Tour als Vorband für After Forever und Nightmare Anfang 2006. Die Texte und Kompositionen auf Lightseeker wurden von Costea und „6fingers“ geschrieben. Das Cover wurde von „6fingers“ auf der Grundlage einer Zeichnung von Adi Mladinovici gestaltet.
Im Januar 2007 bekam die Band mit Emilian Burcea einen zweiten Gitarristen. Das nächste Album, Hereafter, erschien Mitte 2007. Für den Song All waters have the colour of drowning wurde ein Video in der rumänischen Festung Enisala aufgenommen.

## Stil
Magica spielt melodischen Power Metal, der von Bands wie Rhapsody, Nightwish und Helloween inspiriert ist.

## Diskografie
- 2002: The Scroll of Stone (Sigma Records)
- 2003: The Scroll of Stone (Divenia Records)
- 2004: Lightseeker (Underclass Music, Divenia Records)
- 2007: Hereafter (AFM Records, Soulfood Music)
- 2008: Wolves and Witches (AFM Records, Soulfood Music)
- 2010: Dark Diary (AFM Records, Soulfood Music)
- 2012: Center of the Great Unknown (AFM Records, Soulfood Music)